# Ультрафиолетовый мутагенез
Ультрафиолетовым мутагенезом называется мутагенез, вызываемый облучением молекулы ДНК ультрафиолетовым светом.
После облучения ультрафиолетовым светом в молекуле ДНК образуются фотопродукты. В большинстве случаев — это циклобутановые пиримидиновые димеры, или (6-4)-аддукты. Фотодимеры обычно удаляются при репарации ДНК. Если не все фотодимеры удалены, то возможен синтез ДНК и на матрице, содержащей фотодимеры в результате склонной к ошибкам или SOS-репликации. Обычно мутации возникают напротив димеров при склонной к ошибкам или SOS-репликации, репарации или транскрипции. Такой мутагенез называется мишенным (от слова «мишень»). Иногда мутации образуются на, так называемых, неповрежденных участках ДНК, часто в небольшой окрестности от димеров — это немишенный мутагенез.
Как циклобутановые пиримидиновые димеры, так и (6-4)-аддукты вызывают все виды мутаций: замены оснований (транзиции и трансверсии) и сдвига рамки чтения (делеции и инсерции). Встречаются также сложные мутации. Это такие изменения ДНК, когда один её участок заменяется участком другой длины и другого нуклеотидного состава. Не все фотодимеры приводят к мутациям. Обычно только 5-12 % от общего числа фотодимеров приводит к мутациям. Такие повреждения молекулы ДНК, которые могут вызывать мутации, называются потенциально мутагенными повреждениями ДНК или потенциальными мутациями.
Мутации образуются вдоль ДНК неравномерно — большая их часть локализуется в так называемых горячих пятнах УФ-мутагенеза. Горячие пятна ультрафиолетового мутагенеза совпадают с фотодимерами, состоящими из цитозина и тимина. На некоторых участках ДНК мутации вообще не возникают — это холодные пятна УФ-мутагенеза. Мутации образуются не всегда сразу же после воздействия мутагена. Иногда они возникают после десятков циклов репликаций. Это явление носит название задерживающихся мутаций. При нестабильности генома, главной причине образования злокачественных опухолей, резко возрастает количество немишенных и задерживающихся мутаций.

## Механизмы образования мутаций в различных моделях ультрафиолетового мутагенеза
В рамках общепринятой, полимеразной модели ультрафиолетового мутагенеза, считается, что к мишенным мутациям замены оснований приводят любые циклобутановые пиримидиновые димеры и 6-4 фотоаддукты. К немишенным мутациям замены оснований приводят любые основания ДНК. Мутации появляются в результате образования некомплементарных пар оснований ДНК вследствие спорадических ошибок ДНК-полимераз.
В полимеразно-таутомерной модели ультрафиолетового мутагенеза считается, что к мишенным мутациям замены оснований приводят только те цис-син циклобутановые пиримидиновые димеры, одно или оба основания в которых находятся в определенных редких таутомерных формах. К немишенным мутациям замены оснований приводят основания ДНК в определенных редких таутомерных формах, если они при некоторых условиях будут стабильными. Мутации появляются в результате образования комплементарных пар оснований ДНК при синтезе молекулы ДНК, содержащей такие фотоповреждения с помощью модифицированных или специализированных ДНК-полимераз.
Если циклобутановые пиримидиновые димеры содержат метилированный цитозин, то предполагается, что одной из причин образования мутаций замены основания является дезаминирование 5-метилцитозина, что может вызывать транзиции от цитозина к тимину.